# Кодфиш
Кодфиш (англ. Codfish Island, маори Whenua Hou) — небольшой остров к западу от острова Стьюарт, в южной части Новой Зеландии. Административно входит в состав региона Саутленд. Остров назван в честь голубой трески, обитающей в прибрежных водах. Коренное маорийское название — Фенуа-Хоу (маори Whenua Hou; в переводе с языка маори — «новая земля»).

## География

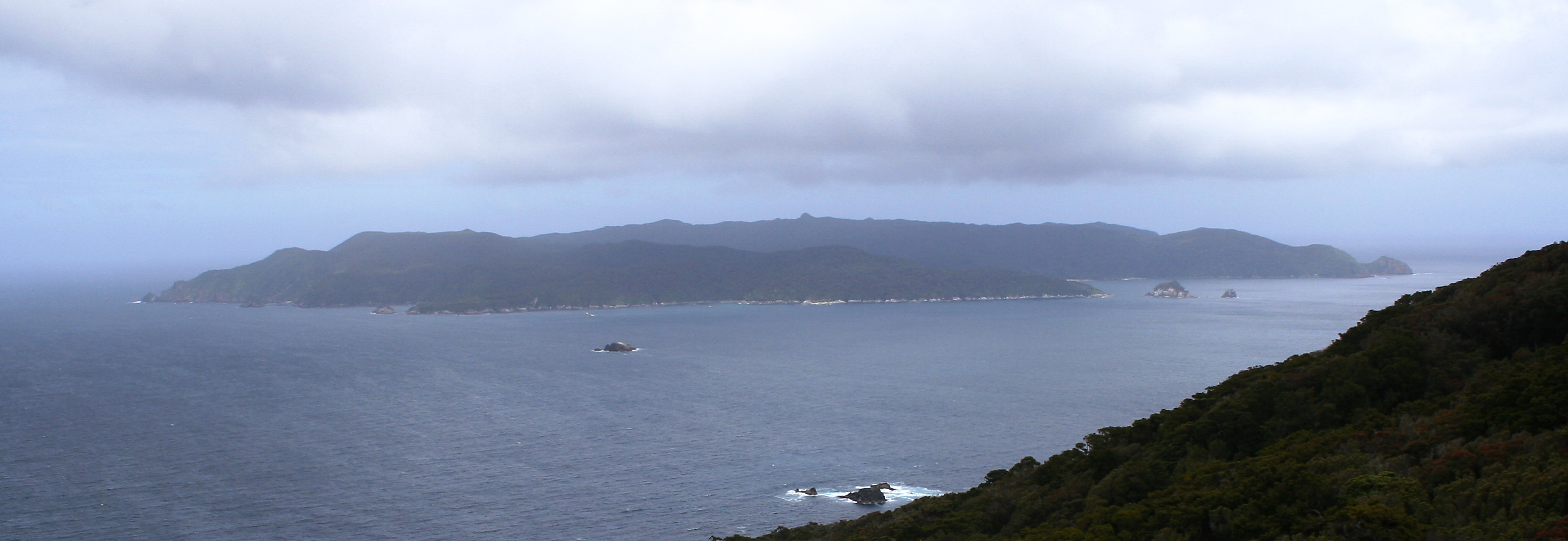
Вид на остров

Площадь Кодфиша составляет около 14 км², высшая точка достигает 249 м. В настоящее время остров является птичьим заповедником, который представляет собой один из крупнейших центров по разведению редкой новозеландской нелетающей птицы какапо. Кроме того, на Кодфише обитают футлярокрылые, новозеландский кака, желтолобый прыгающий попугай, желтоголовая мохуа, а на побережье гнездятся хохлатые толстоклювые и великолепные пингвины.

## История
В 1808—1809 годах на Кодфише обосновались первые охотники на тюленей. В 1825—1826 годах они основали на нём первое в Новой Зеландии смешанное с маори европейское поселение.